# Sunny Bergman
Sunny Nell Rosa Bergman (Amsterdam, 19 oktober 1972) is een Nederlandse documentairemaker, filmregisseur, schrijver, scenarioschrijver, actrice, programmamaker, verslaggever en activiste.

## Leven
Bergman is geboren in Amsterdam. Haar moeder komt uit Engeland. Na het vwo aan de RSG Broklede te Breukelen studeerde Bergman Philosophy & Politics aan de Universiteit van York in Engeland. In 1987 acteerde ze in de komedie Een maand later. Vanaf 1994 regisseerde ze verschillende televisieprogramma's van de VPRO en 2Doc, maakte ze eigen documentaires en schreef ze boeken.
In 2023 nam Bergman deel aan RTL 4-programma De Verraders.
In haar boek Mijn nazi-opa - Een zoektocht naar intergenerationeel trauma (2023) schreef ze over de vader van haar vader, een burgemeester in de Duitse plaats Rahden tijdens de tweede wereldoorlog. Hij was al voor de oorlog lid van de Nationaalsocialistische Duitse Arbeiderspartij (NSDAP). De moeder van haar vader werd door hem verkracht toen ze als dienstmeisje bij hem werkte en werd zwanger. Ze liet het kind, Sunny's vader, achter bij haar ouders, zijn grootouders. Bergman onderzoekt in het boek hoe de ervaringen van haar vader als jong kind doorwerken in haar eigen leven. Ze beschrijft gesprekken hierover met onder anderen okomfo (wintipriesteres) Nana Efua (Marian Markelo), die jaarlijks het rituele plengoffer uitvoert bij ketikoti, psychiater Glenn Helberg en Mark Wolynn, auteur van het boek It Didn't Start with You : How Inherited Family Trauma Shapes Who We Are and How to End the Cycle over intergenerationeel trauma.

## Thema's

### Schoonheidsideaal
In haar omstreden documentaire Beperkt houdbaar (2007) zet ze scherpe kanttekeningen bij het huidige schoonheidsideaal, waarin plastische chirurgie steeds gewoner wordt.

### Seksualiteit
Het thema seksualiteit komt aan bod in meerdere boeken en documentaires van Bergman, zoals Sunny side of sex (2011), Sletvrees (2013) en Tent en seks (2014). In haar werk komt ook het verschil aan bod tussen de stereotypen over mannelijke en vrouwelijke seksualiteit.

### Racisme
Racisme is een ander belangrijk thema in het werk van Bergman, onder andere in haar documentaire Zwart als roet (2014) en haar boek Wit is ook een kleur (2016) en de gelijknamige documentaire uit hetzelfde jaar. 
De Landelijke intocht van Sinterklaas vond in 2014 plaats op 15 november in Gouda. Bij de intocht stond een groep activisten op de Markt toen Sinterklaas daar aankwam. Enkelen van hen droegen T-shirts met anti-pietafbeeldingen. Bergman filmde bij de intocht voor de documentaire Zwart als roet, en werd "met camera en al" gearresteerd. Diezelfde dag werd ze weer vrijgelaten.
In 2014 spanden tegenstanders van Zwarte Piet, onder wie Bergman en Quinsy Gario, een proces aan; de Raad van State oordeelde dat de burgemeester de vergunning voor de intocht van 2013 terecht had afgegeven. De burgemeester hoort alleen de openbare orde en veiligheid in de afweging te betrekken.

### Mannelijkheid
In de documentaire Man Made van 2019 onderzoekt ze de maatschappelijke ideeën over mannelijkheid. Ze probeert in die documentaire aan te tonen dat traditioneel mannelijke eigenschappen niets te maken hebben met het niveau van het mannelijke geslachtshormoon testosteron in het bloed.

### Seksueel geweld
Bergmans documentaire Blauwe ballen en andere verkrachtingsmythes over seksueel geweld werd uitgebracht door NPO Doc op 27 maart 2025. Bergman voert in de film gesprekken met slachtoffers en (potentiële) daders, en "laat zien hoe we als maatschappij omgaan met seksueel geweld". Ruim een kwart van alle vrouwen krijgt te maken met seksueel geweld, waarbij uit cijfers van het Centraal Bureau voor de Statistiek (CBS) blijkt dat zo'n 0,4 procent van penis-vaginaverkrachtingen tot een veroordeling leidt. Ze werkte samen met researcher Inge de Frank.
De film gaat ook over de gewijzigde wetgeving met betrekking tot seksueel geweld: per 1 juli 2024 is de Wet seksuele misdrijven ingegaan, waardoor alle vormen van seks zonder instemming (seksueel consent) gedefinieerd worden als aanranding of verkrachting; geweld, dwang of bedreiging zijn niet langer een voorwaarde voor de strafbaarheid van de handelingen. Dit betekent dat de dader zich schuldig maakt aan nalatigheid als die 'met een persoon seksuele handelingen verricht terwijl [die] ernstige reden heeft om te vermoeden dat bij die persoon daartoe de wil ontbreekt'. Dergelijke seksuele handelingen worden beschouwd als schuldaanranding, en als de handelingen '(mede) bestaan uit het seksueel binnendringen van het lichaam' gaat het om 'schuldverkrachting'. Als de dader 'weet dat bij die persoon daartoe de wil ontbreekt' dan gaat het om 'opzetverkrachting' dan wel 'opzetaanranding'. De film gaat in op die nieuwe wet en op seksuele instemming.
Onder de geïnterviewden waren onder andere de advocaten Gerard Spong en Machteld Roethof. Spong zegt in de film "dat vrouwen zich toch snel laten verkrachten, ze geven gauw hun verzet op". Hij vindt vrouwen weerbaarder moeten worden, dan zouden ze in schokkende situaties niet meer zo snel 'bevriezen'. Volgens Wilfred Takken in NRC hekelt Spong de nieuwe wet: "Eén verkeerde aanraking en je bent de lul". In reactie op de uitspraken van Spong plaatste een groep mensen een paginagrote advertentie in het Algemeen Dagblad met de tekst: "Beste Gerard*, het ligt niet aan de vrouwen. Groet, 1422 donateurs en vele andere medestanders", waarmee ze verwezen naar de paginagrote advertentie in dezelfde krant met de tekst "Beste John, het ligt niet aan de vrouwen. Groet, de vrouwen uit je bedrijf", naar aanleiding van de uitzending BOOS: This is The Voice in januari 2022. In de advertentie wordt verwezen naar de website 'Victimblaming-info - Het is nooit jouw schuld', een initiatief van Marieke van der Sanden en Peter Leusink, gedragen door 1422 donateurs die de advertentie plaatsten, en waar ze verklaren: "De advertentie richt zich niet op Gerard Spong als persoon maar op het verschijnsel waar hij een stem aangaf. Dat lichten we hier graag toe. Het moet namelijk stoppen." Het bedrag voor de advertentie is verzameld door middel van crowdfunding.
In de documentaire toont Bergman dat de daders vaak 'doodnormale mannen' zijn uit de omgeving van het slachtoffer, en dat dit te maken heeft met 'seksueel entitlement': sommige mannen vinden dat ze 'recht' hebben op seks. Ze spreekt in de film ook met Iva Bicanic, directeur van Centrum Seksueel Geweld, onder andere over haar eigen ervaringen. In een interview met de Volkskrant vertelde Bergman: "Ook als je bevriest, of meewerkt tegen je zin, als je wordt gemanipuleerd of onder druk wordt gezet, dan wordt je lichamelijke integriteit aangetast. Daarmee wordt jou geweld aangedaan. Ik heb wel de indruk dat vrouwen meer met elkaar praten over dit soort misbruik en over grensoverschrijdend gedrag, en daardoor weten dat het op grote schaal gebeurt. Meer dan mannen." In de film komen ook mannen aan het woord, die allemaal ontkennend antwoorden op de vraag: "Heb je weleens iemand verkracht?" In het Volkskrant-interview zegt Belle Barbé, oprichter van het opleidingsinstituut De Seksualiteitschool: "de definitie van verkrachting, zoals die nu ook is opgenomen in de nieuwe Wet seksuele misdrijven (1 juli 2024), is seks waarbij de een weet, of had kunnen weten, dat de ander geen seks wil, maar toch doorgaat. Uit onderzoek weten we dat seksueel geweld het meest voorkomt tussen mensen die elkaar kennen. De onbekende man in de bosjes is een grote uitzondering." Aan het eind van de film zijn verschillende mannen tot het inzicht gekomen dat ze niet altijd zeker waren van de instemming van de ander, en zich dus wel degelijk grensoverschrijdend hebben gedragen. Volgens Bergman helpt de nieuwe wet mensen om zich bewuster te zijn van consent en van welk gedrag grensoverschrijdend is; ze heeft het in het interview over "mannen die net zo lang zeurden dat ik toegaf. Als de nieuwe zedenwet er eerder was geweest, had me dat kunnen helpen. Dan had ik begrepen dat ook zoiets seksueel geweld kan heten."

## Werk
| Jaar      | Titel                                                                             | Functie (en evt. rol)     | Genre                             | Opmerkingen |
| --------- | --------------------------------------------------------------------------------- | ------------------------- | --------------------------------- | --- |
| 1987      | Een maand later                                                                   | Actrice, Judith           | Film, komedie                     | [ 4 ] |
| 1990      | De Brug                                                                           | Actrice, Rozemarieke      | Televisieserie (miniserie), drama | [ 4 ] |
| 1991      | Goede tijden, slechte tijden                                                      | Actrice, Sara Middelkoop  | Televisieserie (soapserie), drama | |
| 1993      | In de Vlaamsche pot                                                               | Actrice                   | Televisieserie, komedie           | |
| 1994-2006 | VPRO-programma's, onder andere Middageditie, Veldpost, Lopende Zaken en Waskracht | Regisseur                 | Televisieprogramma's              | Veldpost ontving in 1997 de Nipkowschijf |
| 1995      | Coverstory                                                                        | Actrice                   | Televisieprogramma                | Aflevering #2.6 |
| 2004      | Echter dan echt                                                                   | Regisseur, programmamaker | Documentaire                      | [ 32 ] |
| 2006      | Hoezo integratie?                                                                 | Regisseur, programmamaker | Documentaire                      | [ 4 ] |
| 2007      | Beperkt houdbaar                                                                  | Regisseur, programmamaker | Documentaire                      | Beeld en Geluid Award, Eervolle vermelding televisie Nipkowschijf                                                                                 |
| 2010      | Na beperkt houdbaar                                                               | Programmamaker            | Documentaire                      | In samenwerking met regisseur Leo Wentink |
| 2011      | Sunny side of sex                                                                 | Regisseur, programmamaker | Documentaire in 4 delen           | Dick Scherpenzeel Prijs 2011 |
| 2013      | Sletvrees                                                                         | Schrijver                 | Boek                              | ISBN 978-90-388-9807-0 |
| 2013      | Sletvrees?                                                                        | Regisseur, programmamaker | Documentaire                      | 2Doc |
| 2014      | Zwart als roet                                                                    | Regisseur, programmamaker | Documentaire                      | |
| 2014      | Tent en seks                                                                      | Regisseur, programmamaker | Documentaire                      | VPRO |
| 2015      | Sunny side of spirit                                                              | Regisseur, programmamaker | Documentaire                      | |
| 2016      | Wit is ook een kleur                                                              | Schrijver                 | Boek                              | ISBN 978-90-388-0305-0 |
| 2016      | Wit is ook een kleur                                                              | Regisseur, programmamaker | Documentaire                      | 2Doc en VPRO. Over racisme en wit privilege. Genomineerd voor Prix Europa, categorie: beste tv-documentaire.                                      |
| 2019      | Man made                                                                          | Regisseur, programmamaker | Documentaire                      | 2Doc en VPRO. Over moderne mythes van mannelijkheid en testosteron                                                                                |
| 2020      | Oproerkraaiers                                                                    | Regisseur, programmamaker | Documentaire                      | 2Doc en VPRO. Over activisten en actievoerders, zoals Dierenbevrijdingsfront, Extinction Rebellion, Farmers Defence Force en Kick Out Zwarte Piet |
| 2021      | Samenzwevers?                                                                     | Regisseur, programmamaker | Documentaire                      | 2Doc en VPRO. Over protest tegen coronamaatregelen in alternatieve en spirituele kring in verband met complottheorieën.                           |
| 2023      | Mijn nazi-opa - Een zoektocht naar intergenerationeel trauma                      | Schrijver                 | Boek                              | ISBN 9789038805719. Een boek over intergenerationeel trauma.                                                                                      |
| 2025      | Blauwe ballen en andere verkrachtingsmythes                                       | Regisseur, programmamaker | Documentaire                      | Uitgebracht door NPO Doc op 27 maart 2025; een film over seksueel geweld.                                                                         |